# Aulaconotus szetschuanus
Aulaconotus szetschuanus là một loài bọ cánh cứng trong họ Cerambycidae.